# Exarcado de África

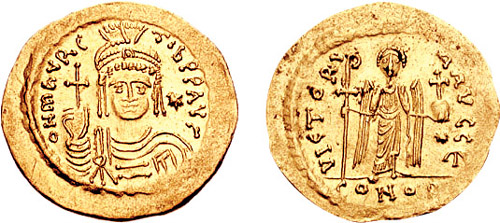
Solidus bizantino del reinado de Mauricio.

El exarcado de África o de Cartago fue una división administrativa del Imperio bizantino. En el Imperio bizantino, un exarca era un procónsul o virrey, que gobernaba una provincia sustraída de la autoridad central en Constantinopla.

## Orígenes: formación del exarcado
La considerable independencia del exarcado permitió a los exarcas contribuir a una propensión común hacia la rebelión contra las autoridades imperiales. A veces la rebelión era el resultado de la negligencia imperial, ya que los exarcas se vieron forzados a solucionar sus propios problemas con poca o ninguna ayuda de Constantinopla.
Después de la caída del Imperio romano de Occidente en 476, el Imperio romano de Oriente permaneció estable durante el principio de la Edad Media y conservó la capacidad para la futura extensión. Justiniano I conquistó de nuevo África del Norte, Italia, Dalmacia y finalmente zonas de España para el Imperio Oriental romano. Sin embargo, esto acarreó una gran presión sobre los limitados recursos del Imperio. Emperadores posteriores no abandonarían la tierra conquistada de nuevo para tratar de remediar la situación. Así, la misión de controlar la situación en las provincias fue solucionada por el emperador Mauricio, quien estableció la creación de los exarcados.
En Italia los lombardos eran la oposición principal para el poder bizantino. En África del Norte, los amaziges o príncipes bereberes estaban aumentando debido a la debilidad romana fuera de las ciudades costeras. Los problemas asociados con muchos enemigos sobre varios frentes (visigodos en España, eslavos y ávaros en los Balcanes, los persas sasánidas en el Oriente Medio, y los amaziges en África del Norte) forzaron al gobierno imperial a descentralizar y delegar el poder con las antiguas provincias.
El exarcado era una respuesta al debilitamiento de la autoridad imperial en las provincias y formó parte  de la militarización total del Imperio que conduciría finalmente a la creación de los themas o Tagmata por Heraclio.
El término exarca está más comúnmente relacionado con el exarca de Rávena, que gobernó el área de Italia y Dalmacia, todavía bajo el control bizantino después de la reconquista de Justiniano. 
Sin embargo, el término exarcado también designaba la zona de África gobernada por el exarca de Cartago, (Qart Hadasht). La antigua ciudad fenicia de Cartago era la ciudad principal de la provincia de África.
Después de la pérdida del exarcado africano debido a la conquista árabe, el exarcado de Rávena ganó preeminencia al establecerse como una posesión imperial en la lucha para el control bizantino del Mediterráneo occidental. 

## Historia

### El exarcado de Cartago
Cartago se convirtió en la capital del exarcado africano cuando Belisario reconquistó el área de los vándalos en 533, derrotando a Gelimer en las sucesivas batallas de Ad Decimum y Ticameron. Como Rávena, Cartago tenía un puerto excelente y astilleros con acceso al Mediterráneo. El exarcado incluyó las provincias de África, Bizacena, Mauretania Caesariensis, Mauretania Tingitana, Numidia, Cerdeña, y Tripolitania. Las fronteras de Tingitana fueron ampliadas para incluir la punta sur de España (entonces llamado Mons Calpe, ahora Gibraltar), y las islas Baleares que habían sido parte de la diócesis de Hispania.
La autoridad civil y militar al principio fue dividida entre un prefecto pretoriano y un magister militum de África. Las dos posiciones fueron concentradas en la figura del exarca conforme a las reformas de Mauricio en 584.

Aumento del territorio del Imperio bizantino entre el ascenso al poder de Justiniano I (en rojo, año 527) y su muerte (en naranja, año 565). Belisario contribuyó enormemente a la expansión del imperio.

El exarcado africano disfrutó de una relativa estabilidad a pesar de una relación tensa y confrontaciones violentas con muchas de las tribus amaziges en el siglo VII. La tentativa de Heraclio de trasladar la capital de Constantinopla a Cartago en el 618 es prueba de su estabilidad. El reino visigodo en España era también una amenaza continua. El exarcado africano tenía la posesión de Mauretania II, que no era más que un puesto avanzado diminuto en España del sur.
Muchas de las tribus amaziges, como los Aures y el principado de Masuna se opusieron el poder romano, pero algunas tribus, incluyendo las de Sanhaja y Zenata, eran aliados del exarcado.
Durante la exitosa rebelión del hijo del Exarca de Cartago, Heraclio, en 608, los amaziges constituyeron una parte grande de la flota que transportó a Heraclio a Constantinopla. Debido a ambiciones políticas y religiosas, el exarca Gregorio (quien irónicamente fue relacionado por la sangre con la familia imperial, por el primo del Emperador, Nicetas) se declaró independiente de Constantinopla en 647. Entonces la influencia y el poder del exarcado fueron ejemplificados por las fuerzas reunidas por Gregorio en la batalla de Sufetula, también aquel año, donde más de 100.000 hombres de origen amazig lucharon por Gregorio.

### La conquista musulmana

El califato musulmán en la época de los Califas omeyas.

Las primeras expediciones islámicas comenzaron con una iniciativa desde Egipto bajo el emir Amr ibn al-As y su sobrino Uqba ibn Nafi al Fihri. Sintiendo la debilidad romana, conquistaron Barqa, en Cyrenaica, y luego llegaron a Tripolitania, donde encontraron cierta resistencia. Debido al malestar causado por discusiones teológicas acerca del monotelismo y el monoenergismo, el exarcado bajo Gregorio se distanció del imperio en una rebelión abierta. Cartago estaba inundado de refugiados procedentes de Egipto (sobre todo melquitas), Palestina y Siria, exacerbando las tensas relaciones religiosas y encendiendo las luces de alarma sobre la inminente amenaza árabe. Sintiendo el inminente peligro de las fuerzas musulmanas, Gregorio reunió a sus aliados e inició una confrontación directa con los musulmanes, siendo derrotado en la batalla de Sufetula, que era en realidad la capital del nuevo Exarcado bajo el gobierno de Gregorio.
El exarcado volvió a la regla imperial después de que Gregorio fuera muerto en la batalla contra los musulmanes por Abdallah ibn al-Sa'ad en Sufetula. Cartago volvió a ser la capital del exarcado, ya que Gregorio se había movido al interior para una mejor defensa contra las ofensivas romanas desde el mar. Después el exarcado se convirtió en un estado semidependiente bajo un nuevo exarca llamado Genadio. El intento de mantener el estado tributario con Constantinopla y Damasco agotó los recursos del exarcado, causando gran malestar entre la población.
Con el tenue control bizantino, limitado a unas cuantas mal defendidas fortalezas costeras, los jinetes árabes primero llegaron a Cirenaica en 642, encontrando poca resistencia. El máximo de resistencia alcanzada por el exarcado con la ayuda de sus aliados amaziges (conducidos por el rey Kaisula ait Lamazm) fue la victoria sobre las fuerzas de Uqba ibn Nafi en la batalla de Biskra, en 682. La victoria obligó al musulmán a retirarse a Egipto, dando al exarcado el plazo de una década de relativa paz. En 698, el comandante musulmán Hassan Ibn al Numan con una fuerza de cuarenta mil hombres aplastó la ciudad de Cartago. Muchos de sus defensores eran visigodos enviados a defender el exarcado por su rey, quien temió que la expansión musulmana alcanzara sus dominios. Muchos visigodos lucharon hasta la muerte, pero en la batalla siguiente, los musulmanes redujeron Cartago a escombros, tal como lo habían hecho siglos antes los romanos.
La pérdida del continente africano era un gravísimo contratiempo para el Imperio bizantino en el Mediterráneo occidental, porque era Cartago, junto con Egipto, una de las dos fuentes principales de mano de obra y de grano.